# 尼氏𩷶
尼氏𩷶，為輻鰭魚綱鯰形目𩷶鯰科的其中一種，為熱帶淡水魚，分布於亞洲婆羅洲東部馬哈甘河流域，體長可達60公分，棲息在底中層水域，生活習性不明。其种加词“nieuwenhuisii以Anton Willem Nieuwenhuis的名字命名。